# Xã Union, Quận Mifflin, Pennsylvania
Xã Union (tiếng Anh: Union Township) là một xã thuộc quận Mifflin, tiểu bang Pennsylvania, Hoa Kỳ. Năm 2010, dân số của xã này là 3.460 người.